# 歩兵第60連隊
歩兵第60連隊（ほへいだい60れんたい、歩兵第六十聯隊）は、大日本帝国陸軍の連隊のひとつ。

## 沿革
- 1905年（明治38年）

8月8日 - 軍旗拝受。第15師団（第一次編成）に属する。
- 1908年（明治41年）11月14日 - 愛知県渥美郡高師村に移転し翌日から事務を開始[1]。
- 1925年（大正14年）5月1日 - 宇垣軍縮により所属する第15師団とともに廃止される
- 1937年（昭和12年）4月 - 名古屋師管区内にて復活した第15師団（第二次編成）の隷属部隊として再編成される。その後華中に派遣され安徽省などで警備に就く
- 1943年（昭和18年） - 第15師団は第15軍隷下となりビルマに展開する
- 1944年（昭和19年）

3月 - チンドウィン川の渡河を開始、インパール作戦が始まる
4月 - インパール数十kmまで接近する
7月10日 - 部隊の消耗は激しくインパール目前で撤退命令が下る
12月28日 - イラワジ川河畔に終結、撤退完了まで数ヶ月かかり人員も約600名にまで減少する
- 1945年（昭和20年）

1月 - 追撃してくる英印軍との間でイラワジ会戦
5月 - タイへ転進
8月 - 終戦

## 歴代連隊長
| 第一次 |            |                        |                |
| 1      | 河村光治   | 1905.7.17 -            | 中佐           |
| 2      | 島野翠     | 1905.10.20 -           |                |
| 3      | 竹島音次郎 | 1907.5.24 - 1910.11.30 | 中佐、大佐昇進 |
| 4      | 守田利遠   | 1910.11.30 - 1912.2.14 |                |
| 5      | 両角三郎   | 1912.2.14 - 1915.4.10  |                |
| 6      | 高柳保太郎 | 1915.4.10 - 1917.1.27  |                |
| 7      | 福田彦助   | 1917.1.27 -            |                |
| 8      | 樋口鉄太郎 | 1918.10.12 - 1919.7.25 |                |
| 9      | 斎藤義夫   | 1919.7.25 -            |                |
| 10     | 島田良一   | 1921.6.3 - 1923.8.6    |                |
| 11     | 米倉長     | 1923.8.6 -             |                |
| 12     | 香月清司   | 1924.4.3 - 1925.5.1    |                |
| 第二次 |            |                        |                |
| 1      | 高品彪     | 1938.7.16 -            |                |
| 2      | 倉橋尚     | 1940.3.9 -             |                |
| 3      | 松村弘     | 1943.3.1 -             |                |
| 末     | 北部邦雄   | 1944.11.27 -           |                |